# Begonia polygonifolia
Espèce
Synonymes
- Begonia polygonifolia var. polygonifolia[1]
- Wageneria brasiliensis Klotzsch[1]

Begonia polygonifolia est une espèce de plantes de la famille des Begoniaceae.
L'espèce fait partie de la section Wageneria.
Elle a été décrite en 1861 par Alphonse Pyrame de Candolle (1806-1893).

## Répartition géographique
Cette espèce est originaire du pays suivant : Brésil.

## Liste des variétés
Selon Catalogue of Life (22 février 2017) :
- variété Begonia polygonifolia var. differens L.B.Sm. ex S.F.Sm. & Wassh.
- variété Begonia polygonifolia var. polygonifolia

Selon World Checklist of Selected Plant Families (WCSP) (22 février 2017) :
- variété Begonia polygonifolia var. differens L.B.Sm. ex S.F.Sm. & Wassh. (1999)
- variété Begonia polygonifolia var. polygonifolia

Selon Tropicos (22 février 2017) (Attention liste brute contenant possiblement des synonymes) :
- variété Begonia polygonifolia var. differens L.B. Sm. ex S.F. Sm. & Wassh.
- variété Begonia polygonifolia var. polygonifolia